# Новокаледонско какарики
Новокаледонско какарики (Cyanoramphus saisseti) е вид птица от семейство Psittaculidae. Видът е световно застрашен, със статут Уязвим.

## Разпространение
Видът е ендемичен за Нова Каледония. Среща се още на остров Норфолк, остров Лорд Хау, Нова Зеландия и няколко субантарктически острова на юг от Нова Зеландия.